# Pepin de Italia
Pepin (n. 777 d.Hr. – d. 8 iulie 810 d.Hr., Milano, Italia) a fost un rege franc al Regatului medieval al Italiei, aflându-se la conducerea Regatului longobarzilor între anii 781 și 810, sub autoritatea tatălui său Carol cel Mare.
Pepin a fost cel de al doilea dintre fiii regelui Carol cel Mare al francilor, cu soția sa Hildegard..
La naștere, el a purtat numele de Carloman, însă atunci când fratele său vitreg Pepin cel Ghebos l-a trădat pe tatăl său, lui i-a revenit numele regal Pepin. El a devenit rege al longobarzilor, după ce Carol a cucerit statul longobarzilor în 781, și a fost încoronat de către papa Adrian I cu Coroana de fier a regilor longobarzi.
Pepin a fost activ ca guvernator al Lombardiei și a operat pentru extinderea granițelor Imperiului francilor. În 791, el a condus o armată de longobarzi de-a lungul văii Dravei și a devastat Pannonia, în vreme ce tatăl său a mărșăluit de-a lungul Dunării, pătrunzând adânc în teritoriul stăpânit de avari. Carol a fost nevoit să abandoneze operațiunile împotriva avarilor din cauza unei revolte a saxonilor din 792. Totuși, Pepin și ducele Eric de Friuli au continuat să atace puternicele fortificații ale avarilor. Marele Ring al avarilor a fost capturat în două rânduri. Prada a fost trimisă lui Carol cel Mare, la Aachen și redistribuită susținătorilor acestuia, dar și unor guvernanți străini, precum regele anglo-saxon Offa de Mercia. Un poem laudativ, De Pippini regis Victoria Avarica, a fost compus după ce Pepin l-a forțat pe khagan-ul avar să se predea în 796. Acest poem a fost elaborat la Verona, reședința lui Pepin după 799 și centrul literar al "Renașterii carolingiene" din Italia.
Acțiunile sale includ și un asediu de lungă durată, dar lipsit de succes, asupra Veneției în 810. Asediul a durat șase luni, dar armata lui Pepin a fost devastată de epidemiile din mlaștinile din regiune, astfel încât Pepin a fost nevoit să se retragă. La doar șase luni mai târziu, Pepin înceta din viață.
El a fost căsătorit cu Bertha, ale cărei origini nu sunt cunoscute din nicio sursă credibilă, deși în mod fals s-a considerat că ar fi fost fiica contelui Guillaume de Gellone de Toulouse. Cu Bertha, Pepin a avut cinci fiice: Adelaida, căsătorită cu ducele Lambert I de Nantes de Spoleto; Atala; Gundrada; Bertha și Tetrada. De asemenea, Pepin avea și un fiu nelegitim, Bernard.
Pepin urma să moștenească o treime din Imperiul tatălui său, însă a murit înaintea acestuia. Coroana longobardă a fost preluată de fiul său ilegitim, Bernard, în vreme ce Imperiul Carolingian a revenit fratelui său mai tânăr, Ludovic cel Pios. 